# Monocelular

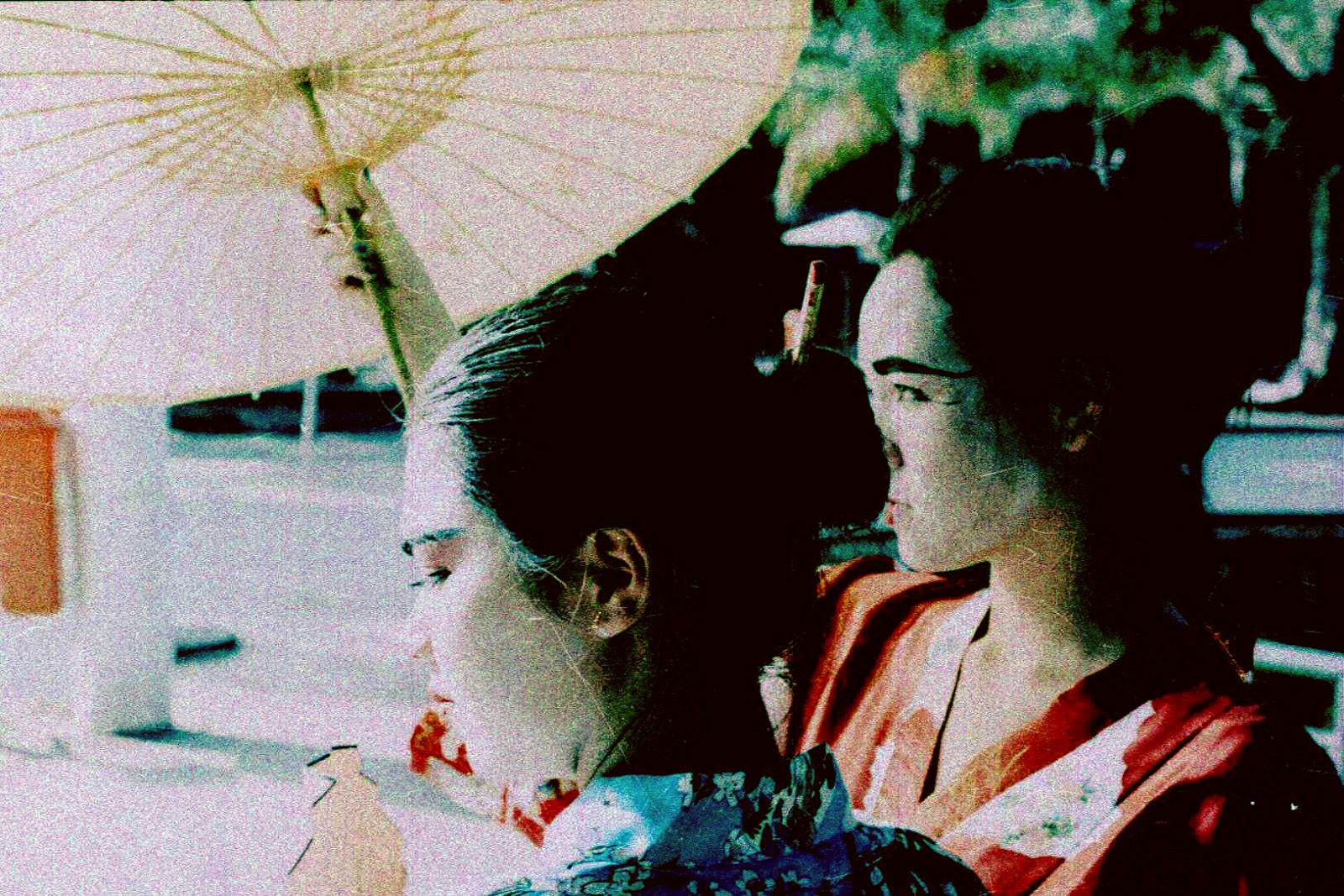
Tati Furuse e Julia Shimura em cena do curta-metragem Monocelular.

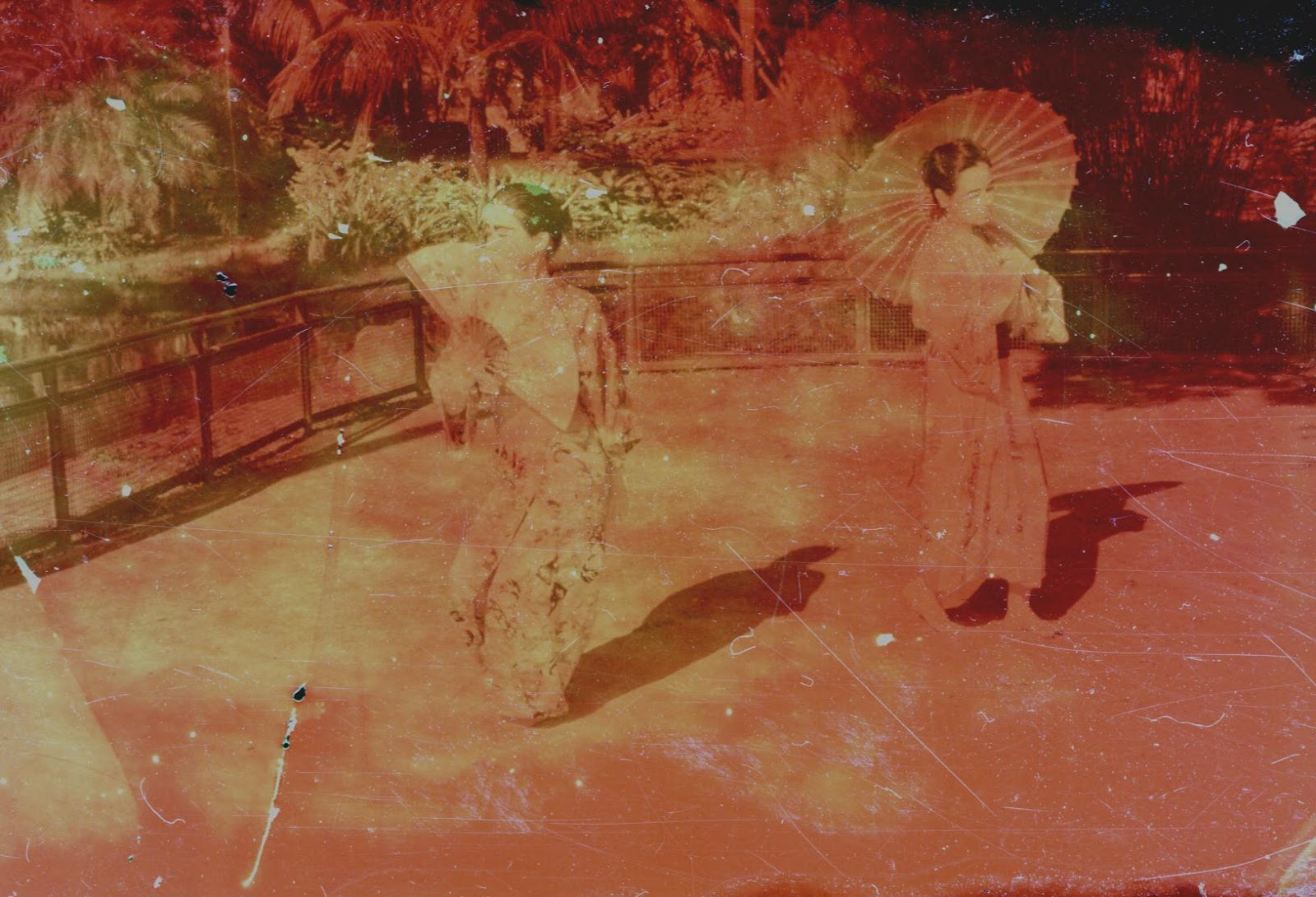
Tati Furuse e Julia Shimura em cena do curta-metragem Monocelular.

Monocelular é um curta-metragem escrito e dirigido por Felipe Cataldo que foi filmado em super-8 e teve sua estréia na Cinemateca do MAM-RJ em 2009. O filme integrou a seleção oficial dos seguintes festivais: Cambridge Super-8 International Film Festival no Reino Unido, Festival des Cinémas Différents et Expérimentaux de Paris, Curta Cinema, Super-Off - Festival Internacional de Super-8 de São Paulo, Curta-8, entre outros. Também foi utilizado como objeto de estudo na disciplina Non Verbal Language do professor e cineasta Peter Lucas na New York University.